# Theloderma bicolor
Theloderma bicolor är en groddjursart som först beskrevs av Bourret 1937.  Theloderma bicolor ingår i släktet Theloderma och familjen trädgrodor. IUCN kategoriserar arten globalt som starkt hotad. Inga underarter finns listade i Catalogue of Life.